# Ахматовка (Никольский район)
Ахматовка — село Никольского района Пензенской области. Административный центр Ахматовского сельсовета.

## География
Находится в северо-восточной части Пензенской области на расстоянии приблизительно 21 км на восток-юго-восток по прямой от районного центра города Никольск на левом берегу речки Кеньши.

## История
Основано в первой половине XVIII века адъютантом Степаном Яковлевичем Ахматовым как сельцо Никольское (Ахматовка). В 1745 году — село Богородское (Ахматовка), новое название — по церкви, построенной в 1722—1737 годах, во имя образа Казанской Богородицы. В 1748 году село Богородское (Ахматово), московского полицмейстера Игнатия Андреевича Соловцова, 257 ревизских душ. В 1782 году в селе 80 дворов крестьян помещиков Соловцовых. В 1785 году село принадлежало Татьяне Фёдоровне Соловцовой (328 ревизских душ). Перед отменой крепостного права показано за Петром Ивановичем Соловцовым, 525 ревизских душ. В 1911 году — село Борисовской волости Городищенского уезда, 248 дворов, церковь, церковноприходская школа, кредитное товарищество, 3 кузницы, 3 лавки, винокуренный завод фон Вика. В советское время центральная усадьба колхоза «Победа». В 2004 году — 118 хозяйств.

## Население
Численность населения: 617 человек (1782 год), 1088 (1864), 1107 (1877), 950 (1897), 1395 (1912), 1497 (1926), 1593 (1930), 545 (1959), 359 (1979), 349 (1989), 367 (1996). Население составляло 282 человека (русские 80 %) в 2002 году, 199 — в 2010.